# Euronext

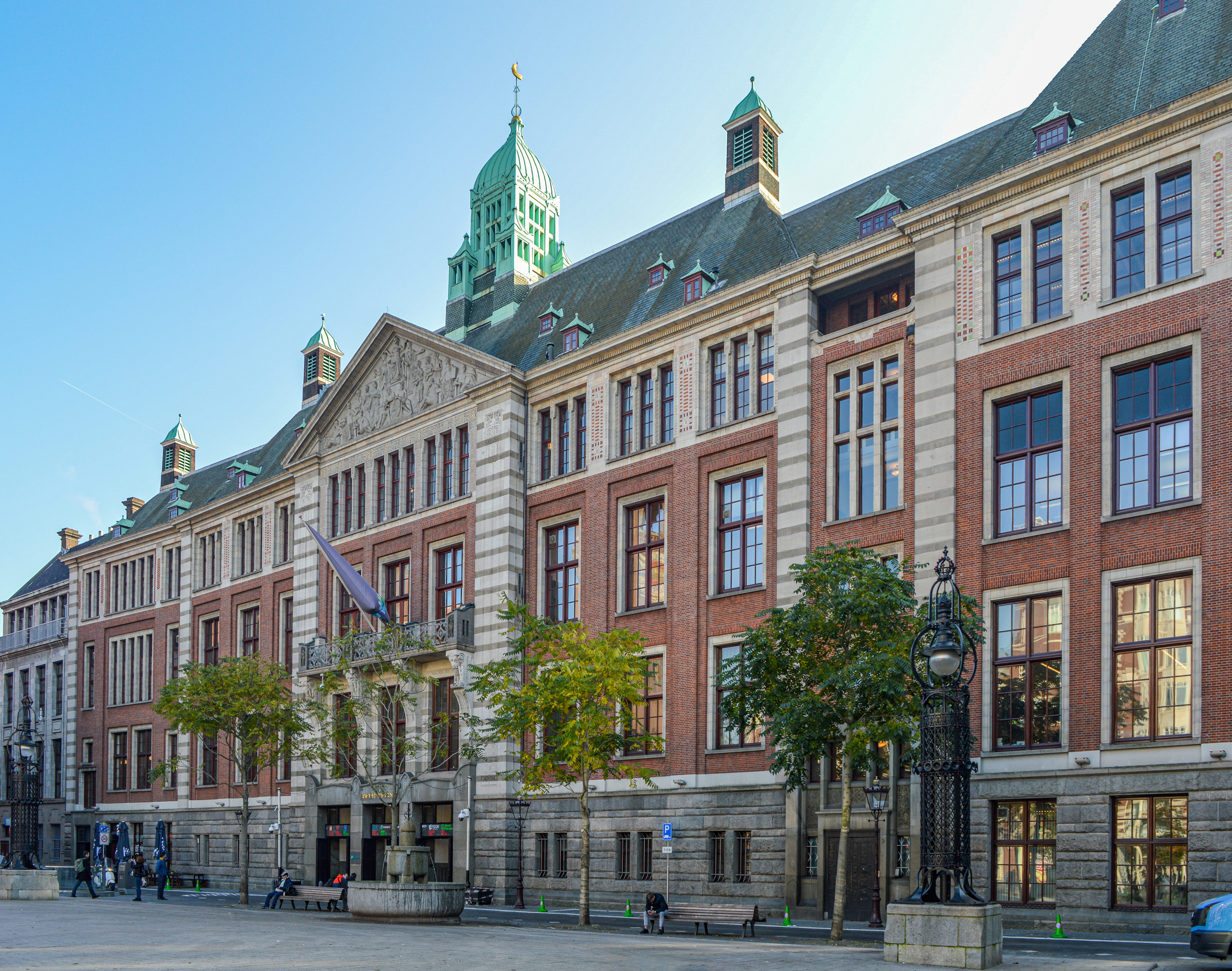
Budynek Euronext w Amsterdamie

Euronext – platforma handlu giełdowego stworzona 22 sierpnia 2000 roku przez giełdy paryską, amsterdamską, brukselską, do których później dołączyła też giełda w Lizbonie.
| Wybrane spółki indeksu giełdowego Euronext 100 (2007) \| Spółka \| Giełda \| \| ----------------------------- \| --------- \| \| Accor \| Paryż \| \| Alcatel-Lucent \| Paryż \| \| Alstom \| Paryż \| \| Belgacom \| Bruksela \| \| Carrefour \| Paryż \| \| Danone \| Paryż \| \| France Télécom \| Paryż \| \| Gaz de France \| Paryż \| \| Heineken \| Amsterdam \| \| Lafarge \| Paryż \| \| L’Oréal \| Paryż \| \| Philips \| Amsterdam \| \| Portugal Telecom(inne języki) \| Lizbona \| \| Renault \| Paryż \| \| Thomson \| Paryż \| |           |
| Spółka | Giełda    |
| Accor | Paryż     |
| Alcatel-Lucent | Paryż     |
| Alstom | Paryż     |
| Belgacom | Bruksela  |
| Carrefour | Paryż     |
| Danone | Paryż     |
| France Télécom | Paryż     |
| Gaz de France | Paryż     |
| Heineken | Amsterdam |
| Lafarge | Paryż     |
| L’Oréal | Paryż     |
| Philips | Amsterdam |
| Portugal Telecom | Lizbona   |
| Renault | Paryż     |
| Thomson | Paryż     |

## Przejęcie
1 czerwca 2006 roku New York Stock Exchange ogłosiła połączenie (de facto przejęcie) Euronextu. Do porozumienia doszło między zarządami obu spółek. Realizacja transakcji planowana była na sześć miesięcy. Za akcje Euronextu NYSE ostatecznie zaoferowała 7,78 mld euro, czyli 9,96 mld dolarów w gotówce i własnych akcjach.
Na czele nowo powstałej spółki NYSE Euronext stanął dotychczasowy prezes giełdy nowojorskiej John Thain. Siedzibą połączonej giełdy jest Amsterdam, jej wartość wyniesie ok. 20 mld dolarów i notowane będą na niej spółki o łącznej kapitalizacji ok. 27 bln dolarów. 